# یوزف چررنی
یوزف چررنی (چکی: Josef Černý؛ زادهٔ ۱۸ اکتبر ۱۹۳۹) بازیکن هاکی روی یخ اهل چکسلواکی بود.